# ニック・メイスン
ニック・メイスン（Nick Mason、CBE、1944年1月27日 - ）は、イングランド出身のロックミュージシャン、ドラマー、音楽プロデューサー。
同国のプログレッシブ・ロック・バンド「ピンク・フロイド」の創設メンバー。2019年、大英帝国勲章（CBE）を叙勲。
ローリングストーン誌選出「歴史上最も偉大な100人のドラマー」第51位。
（※ニック・メイソンとの表記もあり。ピンク・フロイドにおける経歴は「ピンク・フロイド」の項を参照）

## 略歴

### ピンク・フロイド創設メンバー

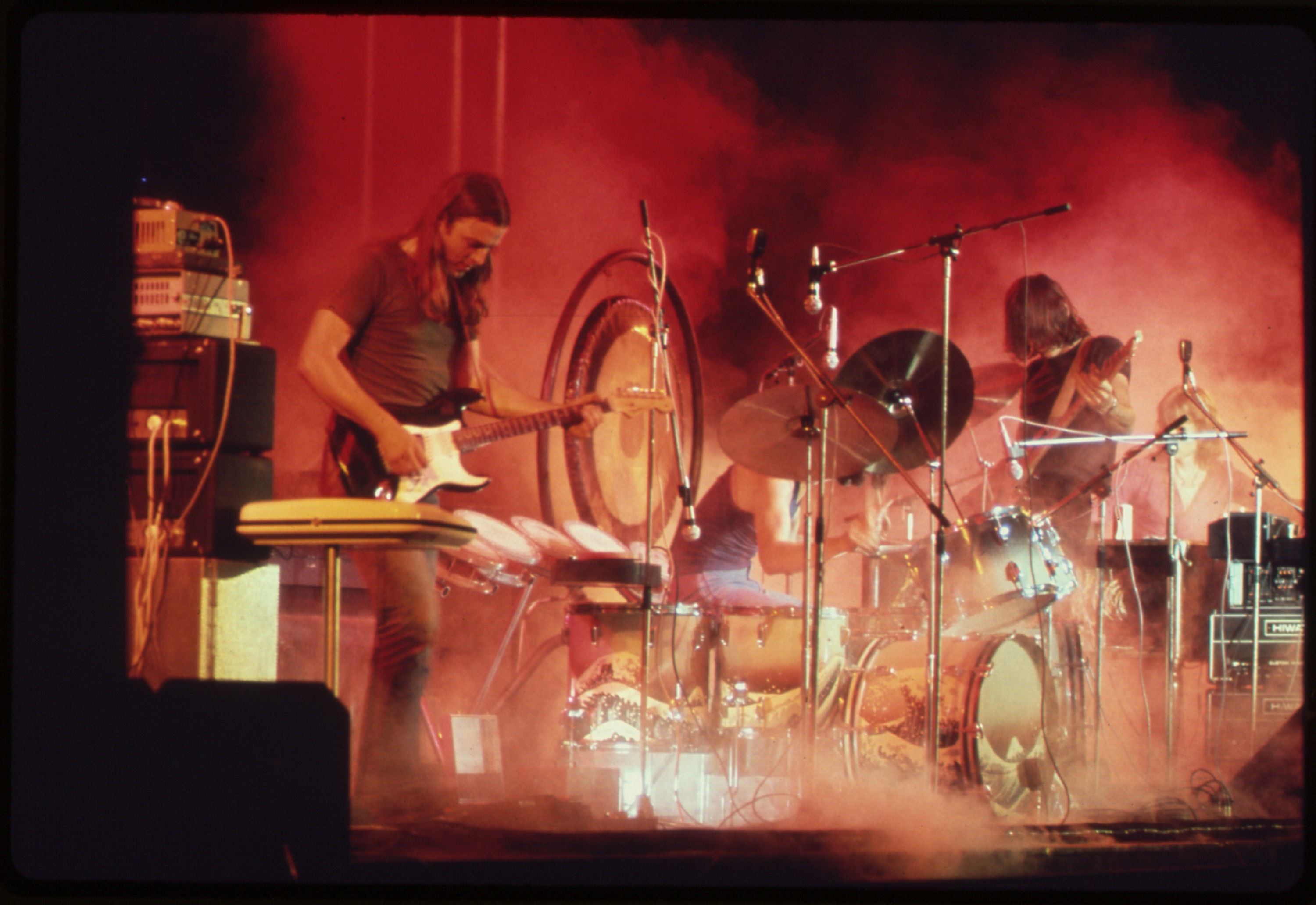
ピンク・フロイド（1970年）

バーミンガムの比較的裕福な家庭に生まれる。父はドキュメンタリー映画の演出家で、母はクラシックのピアニストだった。音楽的にも恵まれた環境で過ごしている。
リージェント・ストリート・ポリテクニック（現ウェストミンスター大学）に進学し、ロジャー・ウォーターズとリチャード・ライトの2人と出会う。その後、「ピンク・フロイド」の母体となるバンドを結成する。
ピンク・フロイドとしてメジャー・デビューしてからは、他のメンバーに先駆けてソロとしての活動を始めている。幅広い音楽業界の交友関係を生かし、多くのミュージシャンのレコーディングやツアーに参加している。ダムドやロバート・ワイアット、ゴング、スティーヴ・ヒレッジ、マイケル・マントラーなどの作品に携わってきた。ドラマーとしての参加はもちろん、プロデューサーやレコーディング・エンジニアとしての活動も行っている。
また、1981年に『空想感覚』、1985年に『プロファイルス - ピンクの進化論』（元10ccのリック・フェンとの共作）という2枚のソロ・アルバムを発表している。ニック・メイスン名義ではあるが、前者はフリー・ジャズ・ピアニストのカーラ・ブレイのアルバムのセッション・ミュージシャン的位置付けが強い。
ウォーターズとデヴィッド・ギルモアの対立により、フロイドの活動に亀裂が入ってからも、中立的な立場を採っている。1980年代以降の2人のソロ・ツアーに顔を出すなど、どちらとも良好な関係を維持している。

### メンバーとの交流
1984年4月28日 - 30日、ギルモアのツアー中に行われたロンドン・ハマースミス・オデオン3夜連続公演にゲスト参加する。この模様はVHS『David Gilmour』（未DVD化・国内版未発表）に収録された。
2002年6月26日 - 27日のロジャー・ウォーターズのツアー中に行われたロンドン・ウエンブリー・アリーナ公演に飛び入りして、他のピンク・フロイドのメンバーより一足早く、公に和解する。
2006年5月31日、ギルモアのロンドン公演にゲスト出演していることも確認されている。このツアーにはライトも参加していたため、1980年代後期以降のフロイド・メンバー3人が揃ったことになる。

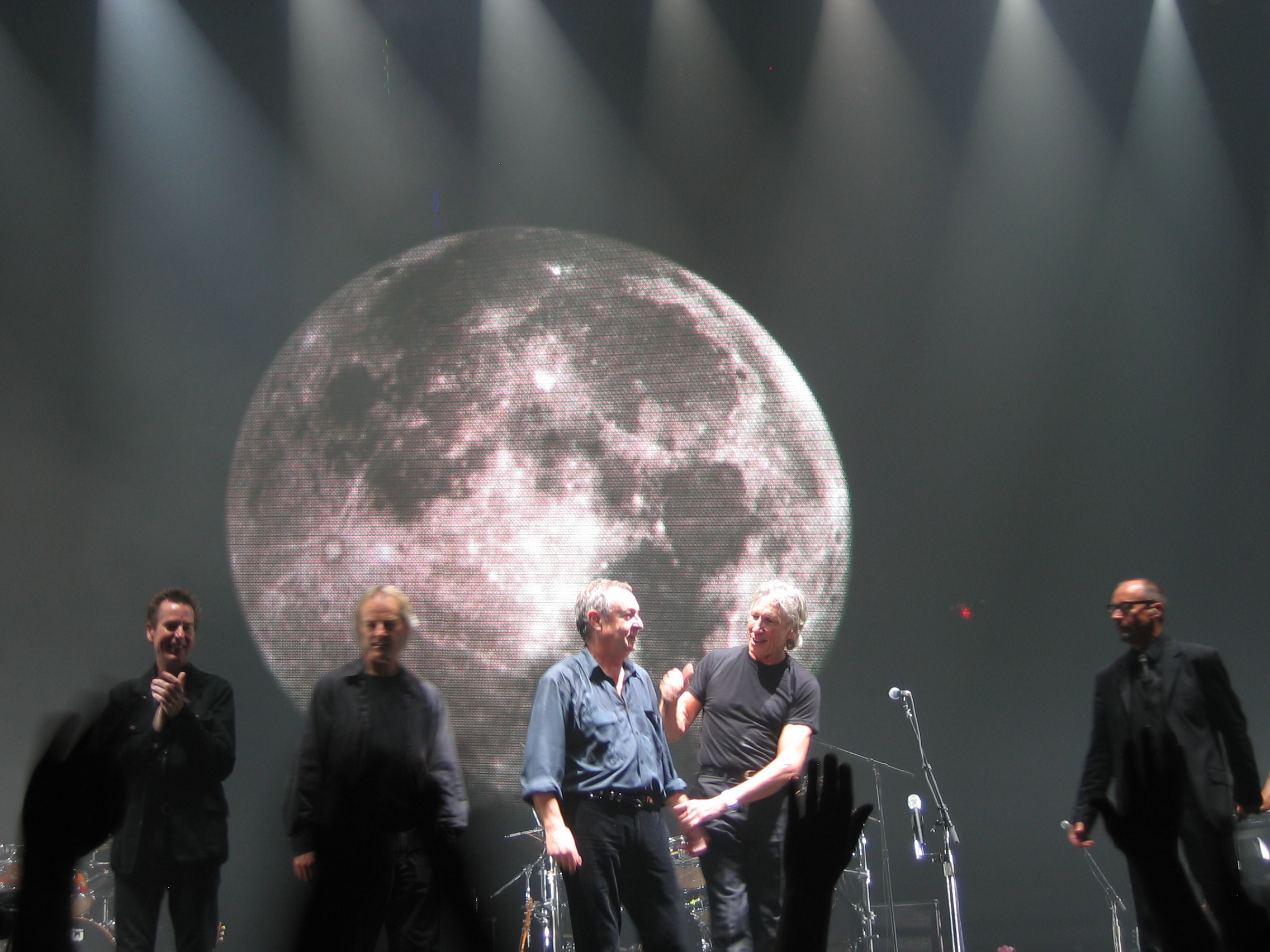
ウォーターズのツアーで客演 (2007年)

同年、ピンク・フロイドのアルバム『狂気』の完全再現で話題になったウォーターズのツアーに、スペシャル・ゲストとして6月12日、29日、7月1日、12日、14日、9月12日、13日、10月5日、6日、8日に登場する。また、2007年のツアーには5月12日のみ参加した。
これらのゲスト参加について、メイスンはインタビューで「ギルモア側、ロジャー側、どちらで演奏しても何か欠けている」と発言している。
現在では執筆家としても活動しており、2004年にはメンバー自身による初のピンク・フロイドの伝記本『Inside Out』が著されている。また、米タイム誌には、2006年7月に死去したシド・バレットへの追悼文や車に関する記事を寄稿している。
2011年5月、ギルモアと共にウォーターズのソロ・ツアー「The Wall Live」の、O2アリーナ公演にて客演。
2012年に開催されたロンドンオリンピックの閉会式に出演し、ピンク・フロイドの曲「あなたがここにいてほしい」の演奏にドラマーとして参加した（他のメンバーは不参加）。

### ピンク・フロイド活動停止 - 以降
2014年、所属するピンク・フロイドが、20年ぶりのオリジナルアルバム発表したのを最後に活動停止。
2018年、初期のピンク・フロイド曲を演奏するトリビュートバンド「ニック・メイスンズ・ソーサーフル・オブ・シークレッツ (Nick Mason’s Saucerful of Secrets)」を結成し、ワールドツアーを開始。
2019年、大英帝国勲章（CBE）を叙勲。

## 音楽的特徴

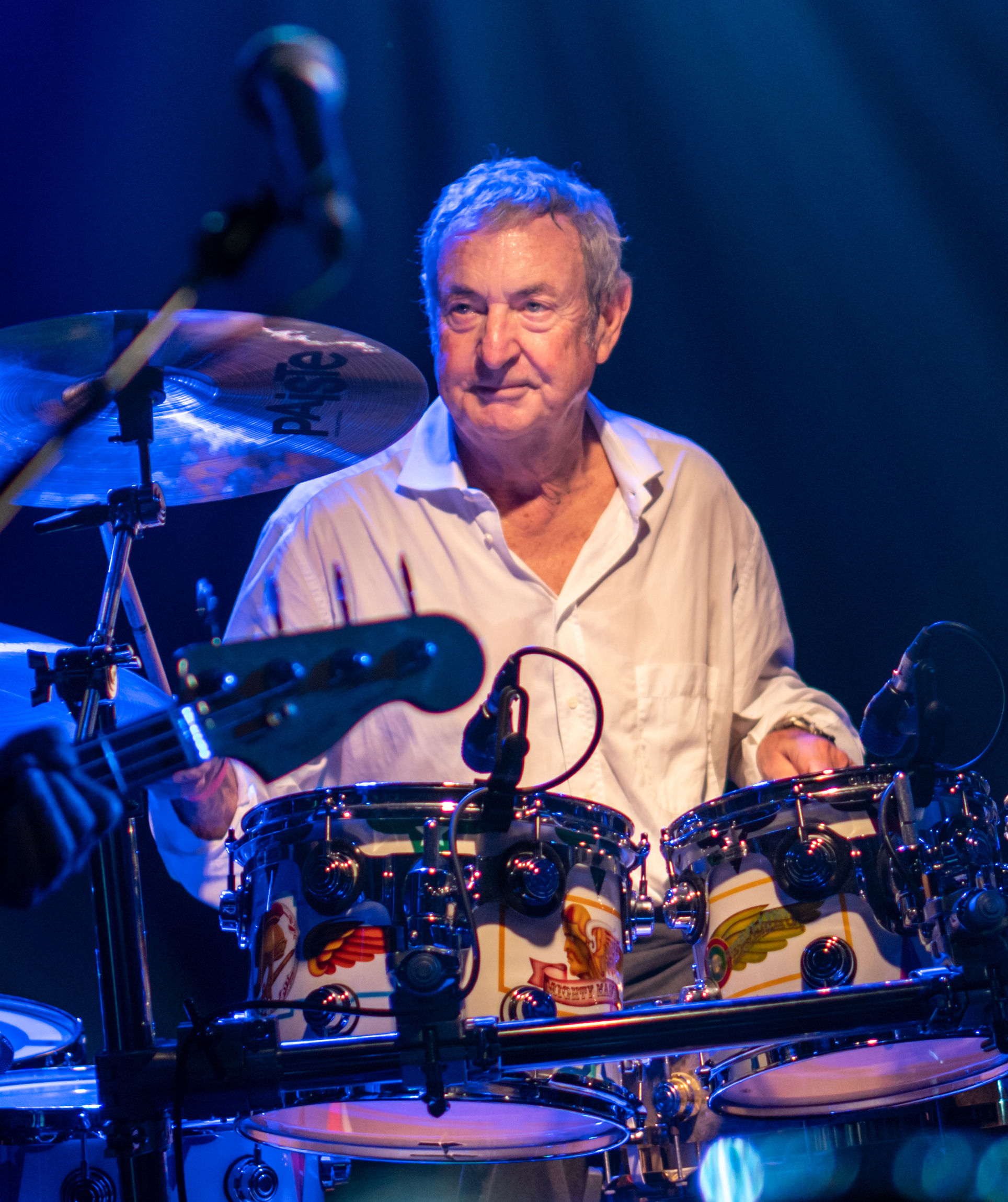
2018年

- 映像作品『ライヴ・アット・ポンペイ』など比較的初期のライブ映像では、かなりパワフルで激しいドラミングを観ることができる。ちなみに、この映像で「吹けよ風、呼べよ嵐」を演奏している際、激しいパフォーマンスのあまりドラムスティックが手からすっぽ抜けてしまう場面がある。しかし次の瞬間、すぐさま足元からスペアのスティックを取り出し、何事もなかったかのように演奏を続けている。
- 左利きで右利き用セットを使用しているため、フィル・インのほとんどが左手からはじまり独特のフレーズとタイム感を持っている。ビートルズのリンゴ・スター、チープ・トリックのバン・E・カルロスなどと同じ。
- またピンク・フロイドのサウンドの特徴と言えるSE（効果音）も、メイスンが中心となって作成していた。特に録音したテープを切り取り繋ぎ合わせていく「テープ・コラージュ」が得意だった。ロジャー・ウォーターズは「ピンク・フロイドに新しいテクノロジーを持ち込むのは、いつもニックだった」と振り返っている。

## エピソード

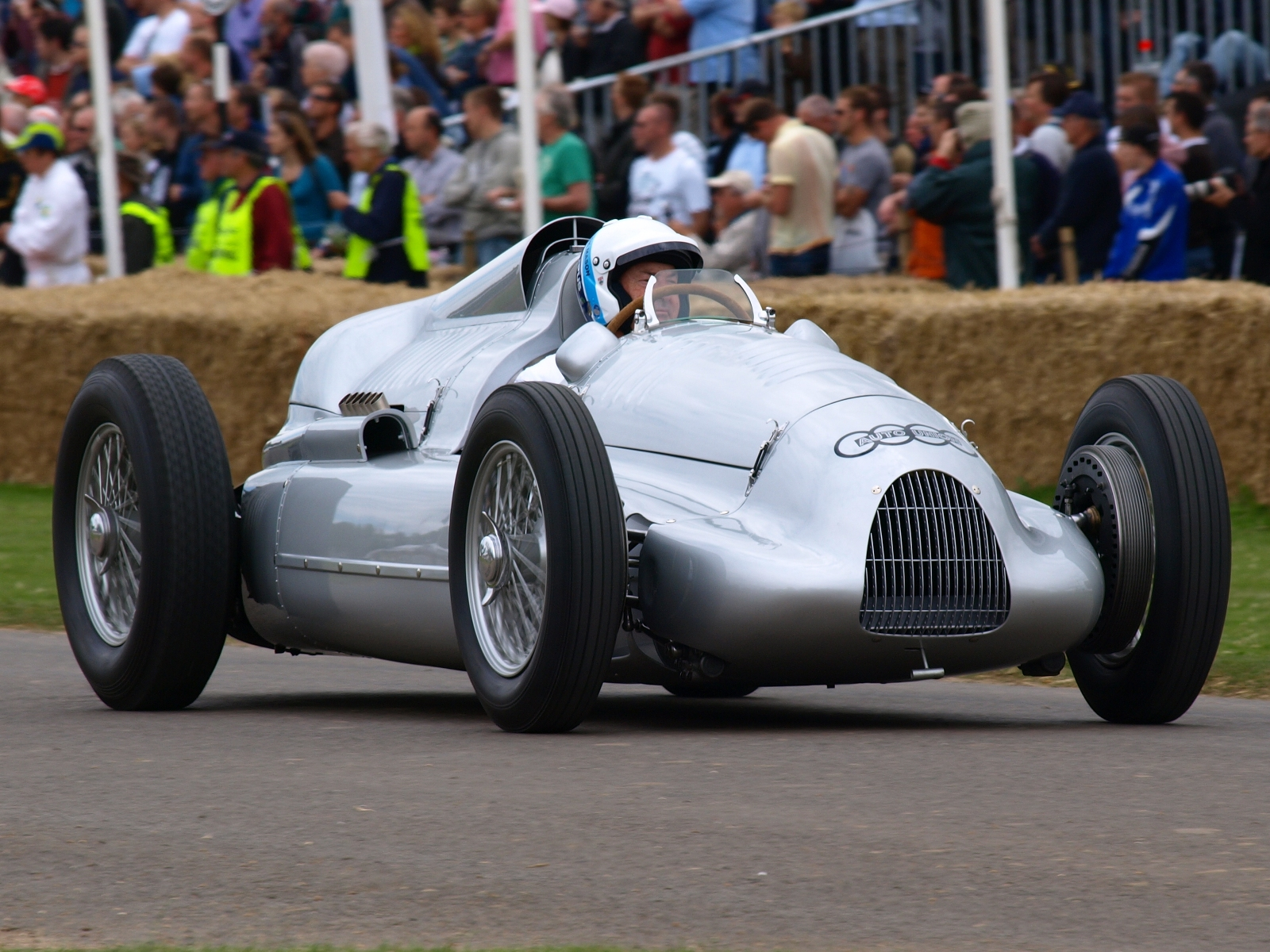
『グッドウッドFOS』に出場（2008年）

- 大の車好きであり、特にカー・レースではル・マン24時間レースへ参戦、完走も果たしている（1979年18位、1980年22位)。1983年に童夢社設計（製作はマーチ社）のRC-82iが出走した際のドライバーの一人でもあった（レースは7時間でリタイヤ）。
- また、自動車販売会社を経営していた事もあり、フェラーリ・コレクターでもある。ジル・ヴィルヌーヴがかつて駆ったF1マシン「フェラーリ・312T3」や「フェラーリ・デイトナ」[6]などの他、所有している「フェラーリ・エンツォフェラーリ」をイギリスの自動車番組トップ・ギアの撮影のために貸し出したこともある。グッドウッド・フェスティバル・オブ・スピードなどのイベントにも、これらのマシンを持ち込んだり、貸し出すこともある。またフェラーリ以外にも多数所有しており、マクラーレン・F1のレース仕様であるGTRを公道走行仕様に手直しした物など、貴重な車両もコレクションしている。またF1のヨーロッパラウンドの際はフェラーリで乗り付け観戦し、そのまま全て自走で帰宅することもある。
- 大学で建築学を専攻していたこともあり、イラスト・デザインにも長けており、アルバム『ピンク・フロイドの道』のオリジナル版のジャケットデザインを手掛けている。ここでは「楽器の城」のような不思議なイラストを作成している。
- ドラムを担当するようになった理由は「くじが外れた結果」だという。また、ウォーターズは当初リード・ギターを担当していたが、演奏技術の問題からリズム・ギターに代わり、シド・バレットが加入してからはベースに降格している。このときのことをウォーターズは「ドラムまで降格にならなくてよかった」と述懐しており、メイスンも「ロジャーがドラムになっていたら、僕はローディーをやるしかなかっただろう」と述べている。

## ディスコグラフィ

### ソロ・アルバム
- 『空想感覚』 - Nick Mason's Fictitious Sports (1981年)
- 『プロファイルス - ピンクの進化論』 - Profiles (1985年) ※元10ccのリック・フェンとの共作名義

### ニック・メイスンズ・ソーサーフル・オブ・シークレッツ
- 『ライヴ・アット・ザ・ラウンドハウス』 - Live At The Roundhouse (2020年)

### プロデュース作品
ゴング
- 『シャマール』 - Shamal (1975年)

スティーヴ・ヒレッジ
- 『グリーン』 - Green (1978年)
- 「ゲッティング・ベター」 - Getting Better (1978年) ※シングル

ダムド
- 『ミュージック・フォー・プレジャー』 - Music for Pleasure (1977年)

プリンシパル・エドワーズ・マジック・シアター
- The Asmoto Running Band (1971年)

ロバート・ワイアット
- 『ロック・ボトム』 - Rock Bottom (1974年)
- 『ルース・イズ・ストレンジャー・ザン・リチャード』 - Ruth Is Stranger Than Richard (1975年) ※1曲のみプロデュース

### その他参加作品
マイケル・マントラー
- The Hapless Child (1976年) ※ミキシング、エンジニアリング、語りで参加。
- Something There (1983年) ※演奏で参加。
- Live (1987年) ※演奏で参加。

## 著書
- Nick Mason "Inside Out: A Personal History of Pink Floyd " (en)

ニック・メイスンの自叙伝（個人的回顧録）『インサイドアウト』は、2004年9月30日（※あるいは10月7日）、ロンドンに本社を置くオリオン出版グループ (Orion Publishing Group) 傘下のワイデンフェルト&ニコルソン社 (Weidenfeld & Nicolson) からハードカバー仕様で刊行された。
カバーデザインはヒプノシスのストーム・ソーガソンが手掛けている。
- Mason, Nick (30 September 2004). Dodd, Philip; Thorgerson, Storm Elvin (illustrated). eds (English). Inside Out: A Personal History of Pink Floyd (Hardcover ed.). London: Weidenfeld & Nicolson. 

OCLC 56943519, ISBN 0-2978-4387-7, ISBN 978-0-2978-4387-0.
その後、少なくとも2つの異なるペーパーバック版が刊行されている。Kindle版は2011年9月1日に刊行。
- Mason, Nick (2005) [07 October 2004]. Dodd, Philip. ed (English). Inside Out: A Personal History of Pink Floyd (Paperback ed.). London: Phoenix Books. 

OCLC 871812814, ISBN 0-7538-1906-6, ISBN 978-0-7538-1906-7.
- Mason, Nick (17 March 2005) [07 October 2004]. Dodd, Philip. ed (English). Inside Out: A Personal History of Pink Floyd (First U.S. Printing edition (Paperback) ed.). San Francisco: Chronicle Books. 

OCLC 156751431, ASIN B000F5ZH4Y, ISBN 0811848248, ISBN 9780811848244.
- Mason, Nick (01 September 2011) [07 October 2004]. Dodd, Philip. ed (English). Inside Out: A Personal History of Pink Floyd (Kindle ed.). London: Weidenfeld & Nicolson. 

OCLC 1038438477, ASIN B005GQ5HXS, ISBN 1-4746-0648-2, ISBN 978-1-4746-0648-6.

## レース戦績

### ル・マン24時間レース
| 年     | チーム                             | コ・ドライバー                                                       | 使用車両                         | クラス   | 周回 | 総合順位 | クラス順位 |
| ------ | ---------------------------------- | -------------------------------------------------------------------- | -------------------------------- | -------- | ---- | -------- | ---------- |
| 1979年 | ドーセット レーシング アソシエイツ | ブライアン・ジョスリン トニー・バーチェンホフ リチャード・ジェンビー | ローラ・T297-フォード コスワース | S 2.0    | 260  | 18位     | 2位        |
| 1980年 | ドーセット レーシング アソシエイツ | ピーター・クラーク マーティン・ビレーヌ                              | ローラ・T297-フォード コスワース | S 2.0    | 263  | 22位     | 3位        |
| 1982年 | EMKA プロダクションズ              | スティーブ・オルーク リチャード・ダウン                              | BMW・M1 Gr.5                     | IMSA GTX | 266  | DNF      | DNF        |
| 1983年 | 童夢 レーシング                    | クリス・クラフト エリセオ・サラザール                                | 童夢・RC-82-フォード コスワース  | C        | 75   | DNF      | DNF        |
| 1984年 | GTi エンジニアリング               | リチャード・ロイド ルネ・メチェ                                      | ポルシェ・956                    | C1       | 139  | DSQ      | DSQ        |